# Pseudanthias parvirostris
Pseudanthias parvirostris es una especie de peces de la familia Serranidae en el orden de los Perciformes.

## Morfología
• Los machos pueden llegar alcanzar los 7,5 cm de longitud total.

## Hábitat
Es un pez  de mar de clima tropical y asociado a los  arrecifes de coral que vive entre 35-60 m de profundidad.

## Distribución geográfica
Se encuentra en Mauricio, islas Maldivas,  Filipinas, las Islas Salomón, las Islas Izu y Palaos.